# Didier Deschamps
Didier Claude Deschamps (Baiona, 15 de outubro de 1968) é um treinador e ex-futebolista francês que atuava como volante. Atualmente comanda a Seleção Francesa.
Com a conquista da Copa do Mundo FIFA de 2018, juntou-se a Zagallo e Franz Beckenbauer como os únicos a vencerem a Copa do Mundo como jogador e como técnico.

## Carreira como jogador
Profissionalizou-se no Nantes, em 1985, permanecendo até 1989, não conquistando títulos mas se destacando e se transferindo para o Olympique de Marseille, onde ficou por uma temporada e conquistou o Campeonato Francês.
Em 1991, foi para o Bordeaux. Mais uma vez sendo destaque, retornou ao Marseille no ano seguinte, para ser decisivo em mais dois títulos (um retirado devido a denúncias de fraude contra o time francês) do Campeonato Francês e o da Liga dos Campeões da UEFA, título de maior expressão da história do clube.
Foi contratado pela Juventus em 1994, onde conquistou diversos títulos, sagrando-se bicampeão da Supercopa da Itália, tricampeão italiano, campeão europeu, mundial e da Supercopa da UEFA. Por conta das boas atuações e troféus levantados, tornou-se ídolo da Juve.
Depois do sucesso na Itália, Didier foi para a Inglaterra para defender o Chelsea, onde foi campeão da Copa da Inglaterra. O jogador encerrou sua carreira em 2001, no espanhol Valencia.

### Seleção Nacional
Em 1989, foi convocado pela primeira vez. Foi campeão da Copa do Mundo FIFA de 1998, sendo o capitão da equipe, e ainda campeão da Euro 2000. Disputou 103 partidas e marcou quatro gols pela Seleção.

## Carreira como treinador

### Monaco
Iniciou sua carreira de treinador logo após se aposentar, em 2001, ao assumir o Monaco, da França. Na temporada 2002–03, conduziu o clube ao vice-campeonato da Ligue 1, perdendo apenas por um ponto para o Lyon. Apesar disso, a temporada não passaria em branco: o Monaco seria campeão da Copa da Liga Francesa de 2002–03, ao vencer o Sochaux na final por 4–1, e que é até hoje, o único título do clube na competição. Na temporada de 2003–04, levou o clube a final da Liga dos Campeões da UEFA, eliminando as fortes equipes do Chelsea e o então favorito Real Madrid. Porém, acabariam sendo derrotados na final, perdendo de 3–0 para o Porto de José Mourinho. Deixou o clube em 2005.

### Juventus
Em 2006, assumiu o comando da Juventus após a renúncia de Fabio Capello por conta do rebaixamento da equipe de Turim. Mesmo com a Velha Senhora iniciando o campeonato com nove pontos a menos devido a punições do Escândalo do Calciopoli, Deschamps levou o clube ao título italiano da Serie B de 2006–07 e garantiu o retorno da Juve a Serie A. No entanto, deixou o cargo logo após a conquista.

### Olympique de Marseille

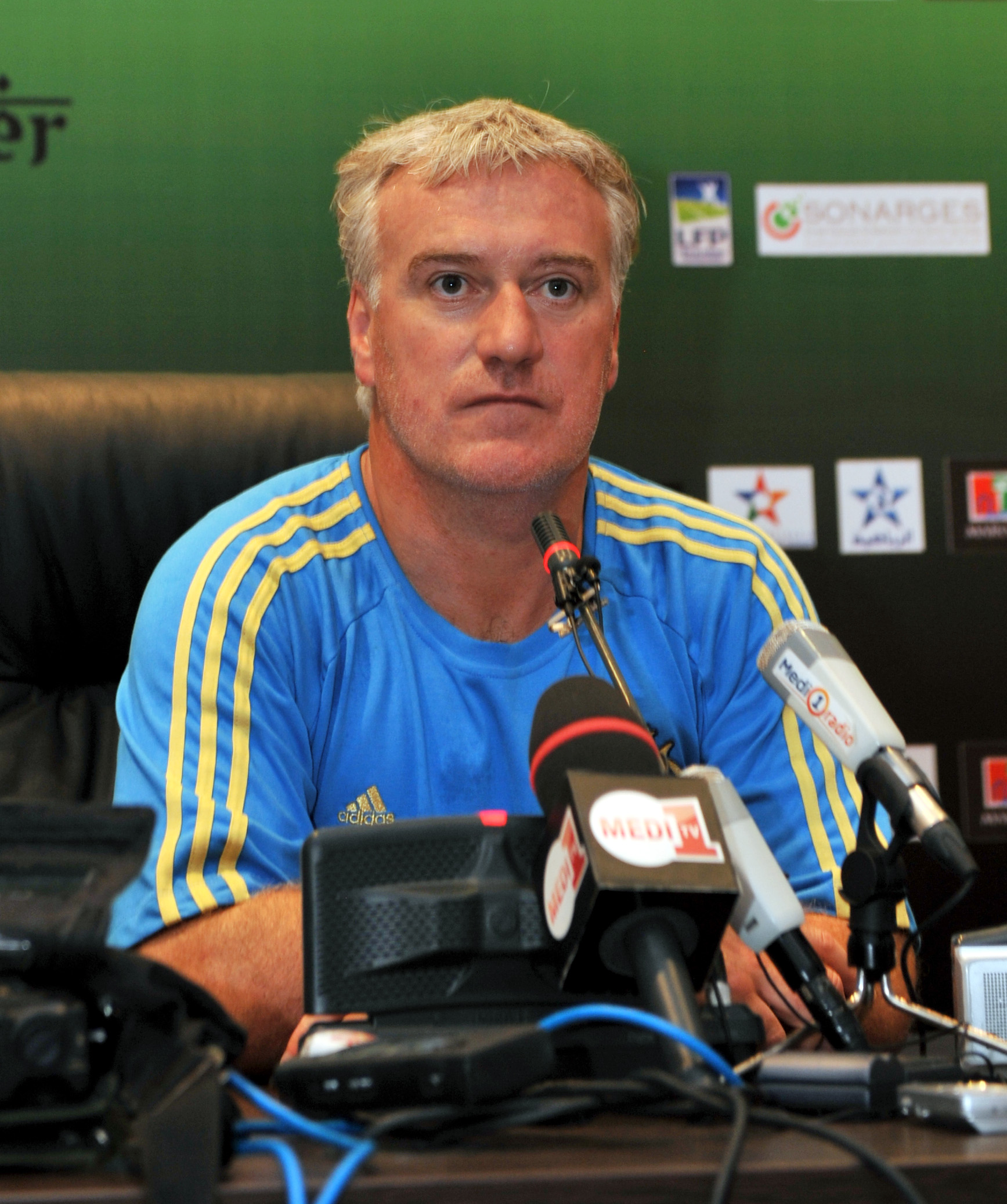
Deschamps no Marseille em 2011

Em 2009, assumiu o comando da equipe que tinha o lançado para o mundo, o Olympique de Marseille, que vivia um jejum de dezoito anos sem títulos nacionais. Com contratações de jogadores como os argentinos Lucho González e Gabriel Heinze, o experiente Fernando Morientes, e ainda nomes como Souleymane Diawara, Fabrice Abriel, Stéphane Mbia, Édouard Cissé, entre outros, Deschamps conseguiu ser campeão da Copa da Liga Francesa e do Campeonato Francês em sua primeira temporada, cravando seu nome na história do clube, dessa vez como treinador. Em junho de 2012, porém, deixou o comando da equipe após uma temporada irregular.

### Seleção Francesa
No dia 8 de julho 2012, a FFF anunciou que Didier Deschamps seria o novo técnico da Seleção Francesa, substituindo assim Laurent Blanc.
Em 2016, perdeu a final da Eurocopa em casa para Portugal pelo placar de 1–0.
Já em 2018, conquistou a Copa do Mundo FIFA realizada na Rússia, superando a Croácia numa eletrizante final vencida por 4–2. Com o título, Deschamps igualou-se a Zagallo e Franz Beckenbauer como os únicos campeões tanto como jogador e como técnico. Além disso, é o único francês bicampeão do mundo.
Em janeiro de 2025, Didier Deschamps anunciou que deixará a Seleção Francesa após a Copa do Mundo de 2026.

### Estatísticas
| Clube     | Jogos | Vitórias | Empates | Derrotas |
| --------- | ----- | -------- | ------- | -------- |
| Monaco    | 220   | 110      | 59      | 51       |
| Juventus  | 43    | 30       | 11      | 2        |
| Marseille | 163   | 82       | 40      | 41       |
| França    | 163   | 104      | 33      | 26       |

## Títulos como jogador
Olympique de Marseille
- Campeonato Francês: 1989–90 e 1991–92
- Liga dos Campeões da UEFA: 1992–93

Juventus
- Serie A: 1994–95, 1996–97 e 1997–98
- Copa da Itália: 1994–95
- Supercopa da Itália: 1995 e 1997
- Liga dos Campeões da UEFA: 1995–96
- Copa Intercontinental: 1996
- Supercopa da UEFA: 1996
- Taça Intertoto da UEFA: 1999

Chelsea
- Copa da Inglaterra: 1999–00

Seleção Francesa
- Copa do Mundo FIFA: 1998
- Eurocopa: 2000

### Prêmios individuais
- Seleção da Eurocopa: 1996
- Jogador Francês do Ano: 1996
- Seleção Francesa de Todos os Tempos - IFFHS[11]

## Títulos como treinador
Monaco
- Copa da Liga Francesa: 2002–03

Juventus
- Serie B: 2006–07

Olympique de Marseille
- Ligue 1: 2009–10
- Copa da Liga Francesa: 2009–10, 2010–11 e 2011–12
- Supercopa da França: 2010 e 2011

Seleção Francesa
- Copa do Mundo FIFA: 2018
- Liga das Nações da UEFA: 2020–21

### Prêmios individuais
- Seleção da Copa do Mundo FIFA: 2018
- Melhor Treinador do Mundo - IFFHS: 2018 e 2020[12]